# Бєляєв Віктор Григорович
Ві́ктор Григо́рович Бєля́єв (5 вересня 1929, с. Даурія, нині Борзенського району Читинської області Росії — вересень 2008) — український літературознавець, критик. Кандидат філологічних наук (1956).

## Біографія
Віктор Григорович Бєляєв народився 5 вересня 1929 в селищі Даурія, нині Борзенського району Читинської області Росії. У 1940-х роках переїхав із батьками до Львова, де закінчив школу.
1952 року закінчив відділення російської мови й літератури Львівського університету. 1953 року став членом КПРС.
Від 1952 року працював в Інституті літератури імені Тараса Шевченка АН УРСР: аспірант (1952–1954), науковий співробітник (1973–1978), завідувач сектору (1986–1991).
1954 року захистив кандидатську дисертацію «Історичний роман Олексія Толстого „Петро Перший“».
У 1973–1979 роках — головний редактор журналу «Радянське літературознавство» (від січня 1990 — «Слово і час»), у 1984–1989 роках — перший заступник головного редактора.
Дружина Лілія Вікентіївнва Бєляєва — бібліограф.

## Дослідження
Досліджує історію російської та української літератур, українсько-російські літературні зв'язки, питання теорії жанрів, становлення та розвитку українського історичного роману.

## Праці
- Відображення Жовтневої революції і громадянської війни в українській прозі (Київ, 1957).

Один з авторів колективних праць, колективних монографій:
- «Історія української радянської літератури» (1964);
- «Література дружби та єднання» (1972);
- «Взаємозбагачення і зближення літератур народів СРСР» (1977);
- «Історія українсько-російських літературних зв'язків» (т. 1—2, 1987).

Автор статей про Максима Горького, Олексія Толстого, Михайла Старицького, Данила Мордовця, Михайла Стельмаха, Степана Тудора, Юрія Смолича, Івана Ле та ін.